# 萨曼·皮亚西里·费尔南多
塞拉普鲁马格·萨曼·皮亚西里·费尔南多 （1958年3月25日—1989年12月29日；化名: 克尔蒂·维贾亚巴胡），是人民解放阵线在1987年-1989年起义期间的军事领导人，人民解放阵线的军事组织也被称为爱国人民运动 (DJV)。作为军事指挥官，他在人民解放阵线的职位在组织上高于该党的创始人罗汉·维杰韦里。
萨曼·皮亚西里毕业于斯里兰卡凯拉尼亚大学，后来加入了人民解放阵线，并成为党的高级干部，被任命为军事翼领导人。在党的创始人罗汉·维杰韦里去世后，萨曼·皮亚西里成为该党的领袖。他也被称为卡布拉尔、门迪斯、巴巴、穆迪扬塞、马欣达和贾纳卡。

## 家庭背景和早年生活
他于1958年3月23日出生于锡兰莫勒图沃卢纳瓦，四兄弟姐妹中排行第三。他的父亲埃伯特·费尔南多是港口委员会的检查员，母亲T·乔西·恩格尔西娜·佩里斯是一名教师。皮亚西里的姐姐是加内穆拉的居民，曾在一家政府医院担任护士，1981年结婚，后来成为两个孩子的母亲。他的妹妹兰贾尼后来成为人民解放阵线的全职成员。他的哥哥是个生病的孩子，于1970年在安戈达医院去世。由于家庭经济困难，他的遗体甚至是由政府出资安葬在医院墓地。
尽管皮亚西里的父亲是兰卡平等社会党的支持者并时常帮助他人，但由于他过度酗酒，他的孩子们的童年非常悲伤。与此同时，由于与邻居和亲戚发生纠纷，他们不得不离开莫勒图沃，搬到在加内穆拉的母亲亲戚家。此前，皮亚西里一直在埃戈达·乌亚纳小学读到五年级，现在在库达博拉塔小学升入六年级。他八年级时进入加拉希蒂亚瓦赫马马里学院，后来进入加拉希蒂亚瓦中央学院。他以6分的成绩通过了GCE普通水平考试。他于1977年以1项卓越、1项奖励和2项卓越的成绩完成商业高级课程后，于1978年进入凯拉尼亚大学。皮亚西里身高5英尺2英寸，略胖。左手上有一个黑点，右耳后部也有一个类似的黑点。
当皮亚西里成为军事领导人时，他的父母和家人住在霍拉纳的穆纳加马地区，后来去了波鲁瓦丹达。之后皮亚西里去了帕纳杜拉和努格戈达·埃卡瓦特，也去了几个地方，包括乌达哈穆拉。自1989年12月25日起，皮亚西里的家人就住在他位于纳瓦拉的家中。1987 年，当维杰韦里住在哈尔杜姆拉的哈尔杜姆拉稻田时，皮亚西里的妹妹兰贾尼曾短暂陪伴维杰韦里的妻子和孩子，帮助他们整理房屋；自1987年7月起，维杰韦里住在班达拉维拉的内鲁瓦·卢戈达瓦特的房屋里。
皮亚西里被捕当天，他正准备与女友因德拉尼结婚，因德拉尼是人民解放阵线前书记维拉凯蒂亚·亨邦尼的女儿，达亚·万尼亚拉奇的妹妹。之后，皮亚西里的母亲、妹妹兰贾尼、女友因德拉尼和她的弟弟萨曼·班都拉（18岁）都被安全部队逮捕。皮亚西里的母亲在几个月后被释放。皮亚西里的妹妹和女友则在多个地点接受审讯，包括刑事调查局总部六楼，最终在兰穆图加拉之家康复两年后被释放。但萨曼·班杜拉·万尼亚拉奇在被捕两天后被杀。

## 政治活动
1978年，皮亚西里在韦扬戈德的人民解放阵线集会上聆听了优婆提舍·伽马那亚克的演讲后，通过拉伽玛·索姆加入了人民解放阵线。他参加了由维克拉玛拉拉·贾亚蒂勒克在米里伽马选区的帕勒韦拉·穆达拉加马举办的教育营。与此同时，人民解放阵线凯拉尼亚大学成立了社会主义学生联盟，作为反对统一国民党社会主义学生联盟的力量，于1970年代末由苏达沙纳·波纳维拉、萨曼·皮亚西里·费尔南多、西里梅万等人领导。皮亚西里是该大学历史上成绩第二高的学生。作为商科毕业生毕业后，皮亚西里选择全职从事人民解放阵线政治工作。后来他成为科隆纳瓦和拉特纳普勒选区的人民解放阵线组织者。
1983年7月人民解放阵线被取缔后，他于1984年2月中旬成为中央委员。他在重建人民解放阵线中的功绩受到赞赏，并于1985年10月被任命为政治局委员。1986年3月4日至5日，政治局在拉特纳普勒运河举行了为期两天的关于组建军事组织爱国人民运动的首次正式讨论，皮亚西里被任命为爱国人民运动主席。由于维杰韦里生病，会议由皮亚达萨·拉纳辛哈主持。
皮亚西里领导人民解放阵线对军营和警察局发动了5次重大袭击，并计划再发动12次袭击。斯里兰卡军事情报部门认为，皮亚西里策划了叛乱期间针对军事基地和设施的游击队袭击。其战略是，在安全部队势强时不战而退，在势弱时发动袭击。但到了第二次起义中期，一切都发生了翻天覆地的变化，大多数都导致了杀戮和破坏。
- 卡图纳亚克空军基地和科特拉瓦拉国防学院袭击（1987年5月）[11]
- 卡图纳亚克空军基地袭击（1988年4月）
- 杂志越狱（1988年12月）
- 潘纳拉军支队袭击（1989年）[12]
- 潘纳拉军营袭击（1989年）[8]
- 科伦坡警察野战部队总部（1989年）
- 数个警察局[13]

维杰韦里被刺杀后，皮亚西里于1989年11月28日在政治局会议后成为人民解放阵线的领袖。随后，政府于1989年11月28日发表声明，表示要逮捕索马万萨·阿马拉辛哈、山塔·班达拉、萨曼·皮亚西里·费尔南多、加米尼·古纳塞卡拉和优婆离·贾亚维拉，并对那些提供有价值的信息的人给予奖励。1989 年 12 月 1 日，通过菲律宾维里塔斯天主教广播电台的僧伽罗语广播，皮亚西里首次被揭露为人民解放阵线的领导人。
随后，叛乱分子在全国各地发动了多次袭击。 1989年11月，皮亚西里领导的叛乱分子炸毁了于1989年在奴隶岛召开的贾纳萨房地产开发委员会的一次会议，锡兰银行副总经理E·T·费尔南多在爆炸中身亡。这次爆炸的目标是主持会议的国务部长萨马拉维拉·韦拉瓦尼。1989年11月26日，叛乱分子在莫勒图沃威尔士亲王学院青年服务委员会会议期间再次发动炸弹袭击，企图刺杀体育部长南达·马修和司法国务部长蒂龙·费尔南多。包括两名部长在内的至少25人在炸弹袭击中受伤。在皮亚西里的领导下，首都和郊区发生了多起此类袭击事件。但他们几乎彻底失败，参与的叛军都被报复杀害。1989年11月26日，他们摧毁了马特莱的乌库维拉发电厂。包括俄亥俄站在内的多个火车站被纵火焚烧。叛乱分子袭击了戈卡雷拉的韩国建南公路项目，抢劫了80,000卢比，并放火焚烧车辆，杀死一名韩国工程师。1989年11月25日，五名人民解放阵线叛乱分子袭击了阿拉瓦市政厅的警察哨所，并试图夺取武器，而同一天，四名叛乱分子在对迪克韦拉警察局的一次类似袭击中被打死。所有劫持的尝试也都失败了。
1989年12月27日，由高级警官莱昂内尔·古纳提拉克领导的特警队在纳瓦拉科斯瓦特的一所出租房屋内逮捕了萨曼·皮亚西里及其母亲和未婚妻。出租屋的主人是在斯里兰卡广播公司工作的马克·安东尼·费尔南多。据警方消息称，屋内发现不少军事书籍，其中一些在斯里兰卡军事图书馆中都没有找到。晚年时，皮亚西里被瘢痕疙瘩所困扰。他被带到位于博雷拉格雷戈里路的警察犯罪调查总部，并在警察局长莱昂内尔·古尼提莱克、加米尼·佩雷拉、阿里亚辛赫和贾亚辛格的监督下接受讯问。后来他被带到联合行动中心并受到详细审问和酷刑，但他依旧没有回答。最终，皮亚西里于1989年12月29日在马特戈达被暗杀，尸体被扔在一堆椰子树枝上。
与皮亚西里一起被暗杀的还有另外两名人民解放阵线军事翼成员：萨马拉普利格·索马西里（又名拉伽玛·索达），人民解放阵线中央委员会成员，于1989年12月28日在努格戈达德尔坎达被安全部队逮捕，以及贾斯图斯·迪利普·钱德拉·费尔南多，别名帕蒂、佐伊萨，韦利萨拉居民，曾任人民解放阵线科伦坡和加姆珀哈地区武装部长。斯里兰卡政府媒体于1989年12月29日发布消息称，“由于安全部队与人民解放阵线军事部队在其位于皮利扬达拉海迪格玛-苏瓦拉波拉的一个农场的总部发生交火，人民解放阵线军事部队领导人与其他四名干部一起被杀。”皮亚西里于1989年11月28日成为人民解放阵线第二任领导人，在位32天，直至1989年12月29日被暗杀。
罗汉·古纳拉特纳还表示，皮亚西里死前，他设法向周围的审讯人员发表了关于斯里兰卡社会基于资本主义和社会主义的演讲。罗汉进一步表示，“但萨曼·皮亚西里在审讯期间没有提供任何可能对党造成伤害的信息”。这些袭击也加剧了对叛乱分子及其家人、亲戚和朋友的杀戮。由于皮亚西里无法保持目标，整个人民解放阵线组织在七周内就被安全部队摧毁。维杰韦里被暗杀后七周内，第一届政治局13名成员中有11人被暗杀，只剩下索马万萨·阿马拉辛哈和拉利斯·维杰拉斯纳两人。与此同时，以皮亚西里为首的第二届政治局11名委员中的8名也被杀害，只剩下索马万萨、维杰拉斯纳和加米尼·古纳塞克拉三人。

## 继续阅读
- Alles, A.C. . Colombo: The Colombo Apothecaries' Co. 1977.
- Chandraprema, C.A. . Colombo: Lake House Bookshop. 1991. ISBN 9559029037.